# Маккрори, Хелен
Хе́лен Эли́забет Маккро́ри (англ. Helen Elizabeth McCrory, в замужестве Льюис, англ. Lewis; 17 августа 1968, Лондон, Англия, Великобритания — 16 апреля 2021, Лондон, Англия, Великобритания) — британская актриса театра и кино, известная прежде всего благодаря ведущим ролям в телевизионных фильмах и постановках английских театров. Лауреат премии BAFTA Cymru (1997), дважды номинант на Премию Лоренса Оливье. Маккрори снискала популярность как актриса классических постановок, в особенности Чехова и Шекспира.
В кинофильмах актриса в основном появлялась во второстепенных ролях. Наиболее известна в кинематографе ролью супруги премьер-министра Великобритании Тони Блэра Шери в биографическом фильме «Королева», экранным воплощением Нарциссы Малфой в заключительных трёх частях серии фильмов о Гарри Поттере, Полли Грей из сериала «Острые козырьки», а также исполнением роли мамы Жанны в картине «Хранитель времени».
Почётный участник благотворительного движения Scene & Heard.

## Юность
Родилась в районе Лондона Паддингтон. Отец Хелен, уроженец Глазго Иан Маккрори (англ. Ian McCrory), был дипломатом. Мать Энн Морганс (англ. Anne Morgans) работала физиотерапевтом в лондонской клинике Royal Free. Предки Морганс и Маккрори были рабочими: сварщиками и шофёрами. Хелен — старшая из трёх детей в семье: у неё есть сестра Кэтрин и брат Джон. Джон работает в страховой фирме в Йорке, Кэтрин занимается розничной торговлей в Кардиффе. Из-за дипломатической карьеры Иана Маккрори семья Хелен ездила по всему миру, и в детстве ей удалось побывать в разных странах: в Норвегии, Нигерии, Камеруне, Танзании, во Франции и на острове Мадагаскар. Больше всего будущей актрисе запомнилась Танзания, где она жила в городе Дар-эс-Салам с шести до девяти лет. Мать Хелен в Танзании преподавала английский язык и занималась вакцинацией населения. В Лондон Маккрори вернулась в возрасте 18 лет.
Получила образование в школе-интернате для девочек Квинсвуд скул, находящейся в городе Хатфилд (Хартфордширское графство, Великобритания). Будущая актриса поступила туда в возрасте 15 лет. В 2006 году в Квинсвуд скул была открыта театральная студия, названная в честь Маккрори. Окончив обучение, Маккрори подала заявку на получение дальнейшего образования в Лондонский Драматический Центр, в одном из отделений Лондонского университета искусств, но её кандидатура была отклонена. Тогда Маккрори уехала из Великобритании и провела год, путешествуя по миру. Она побывала в Париже, Таиланде и Италии. Вернувшись на родину, она вновь попыталась поступить в Лондонский Драматический Центр, и на этот раз была принята. Преподавателем актёрского мастерства Маккрори был Реувен Адив.

## Карьера в театре
Окончив в 1993 году обучение в Лондонском Драматическом Центре, Маккрори начала принимать участие в постановках британских театров. Сразу после завершения обучения она была приглашена на главную роль в спектакле Trelawney of the Wells. До этого она появлялась в нескольких постановках, но в качестве исполнительницы второго плана. В 1994 году Маккрори получила роль Нины в постановке пьесы Чехова «Чайка». Уже тогда за Маккрори закрепилась репутация классической актрисы. Впоследствии Маккрори снискала известность как актриса классических постановок, в особенности Чехова и Шекспира.
В дальнейшем Маккрори появилась в «Макбете» и спектакле Королевского шекспировского театра Les Enfant du Paradis, поставленном по мотивам французского фильма. Поворотной в карьере актрисы стала работа в театре «Donmar Warehouse», в спектаклях которого она исполняла в основном ведущие роли. Ей принесло успех участие в постановках режиссёра Сэма Мендеса. С самого начала своей карьеры Маккрори стала фавориткой Мендеса, что позднее вылилось не только в сотрудничество в театре, но и участие актрисы в его фильме «007: Координаты „Скайфолл“». Одной из самых известных ролей Маккрори в театре является спектакль Мендеса «Дядя Ваня». Среди причин успеха этой постановки — её оригинальность: Мендес ввёл в сюжетную линию спектакля «Дядя Ваня» мотив нереализованного влечения Елены, роль которой исполнила Маккрори, к Войницкому. Вторым спектаклем Мендеса с Маккрори стала «Двенадцатая ночь» Шекспира. В этом же театре она работала с Роджером Мишелем, играя в его постановках How I Learnt to Drive и Old Times.
Маккрори играла в Вест-Энде в шекспировской «Как вам это понравится» Розалинду. По словам Маккрори, это стало её любимой театральной ролью. Роль Розалинды принесла актрисе первую номинацию на Премию Лоренса Оливье. В Театре Алмейда Маккрори играла в спектаклях The Triumph of Love и Five Gold Rings. Во время постановки Five Gold Rings она познакомилась со своим будущим супругом Дэмиеном Льюисом.
В 2010 году актриса появилась в постановке The Late Middle Classes. Следующую номинацию на премию Лоуренса Оливье принесла актрисе роль престарелой хиппи Либби в спектакле The Last of the Haussmans. Награда, однако, отошла Ричарду Маккейбу.

## Кинематограф

### 1993—1999: первые появления в кино
Маккрори впервые появилась на экране в 1993 году, снявшись в четвёртом эпизоде ситкома Full Stretch. Через год состоялся кинодебют актрисы в полнометражном фильме «Интервью с вампиром», экранизации одноимённого романа американской писательницы Энн Райс. Роль Маккрори была эпизодической — она появилась лишь в одной сцене совместно с Томом Крузом.
В этом же году Маккрори снялась в картине Джима Макбрайда «Фламандская доска». В ней актриса исполнила роль Лолы Бельмонте, племянницы дона Мануэля, одного из центральных персонажей повествования. Семейство Бельмонте принадлежит к аристократическому роду, со временем обедневшему, и живёт тем, что распродаёт картины. Одну из них и реставрирует главная героиня фильма, сыгранная Кейт Бекинсэйл. Следующий фильм с участием Маккрори «Уличная жизнь», срежиссированный Карлом Френсисом, принёс ей первый успех. За игру в «Уличной жизни», где актриса перевоплотилась в валлийскую девушку, забеременевшую от своего друга, Маккрори получила «Серебряную нимфу» на Телевизионном фестивале в Монте-Карло и премию BAFTA Cymru, валлийский аналог британской премии BAFTA. В интервью 2012 года Макрори сказала, что больше всего за свою карьеру в кино и на телевидении гордится именно ролью в «Уличной жизни». «Я носила обесцвеченный ёжик, и мне сделали носовой пирсинг», — вспоминает актриса.
За первым успехом последовала следующая работа Маккрори в биографическом фильме Witness Against Hitler, рассказывающем о жизни участника антинацистского движения Сопротивления в Третьем рейхе Джеймсе фон Мольтке. Маккрори исполнила роль его супруги-юриста Фреи Дайхман. После этого актриса появилась в нескольких телевизионных проектах и в полнометражном фильме «Банда Джеймса». В 1998 году она исполнила заметную роль в картине «Папаша-дикарь». Рецензент Variety, комментируя эту работу, написал, что «хорошей актрисы Хелен Маккрори было слишком мало, чтобы освятить персонаж сестры».

### 2000-е: развитие карьеры
Актриса завоевала популярность на родине после выхода на экраны мини-сериала «Анна Каренина», экранизации одноимённого романа русского писателя Льва Николаевича Толстого, где она исполнила главную роль, и съёмке в телесериале «Северная площадь». В обоих фильмах её партнёром был Кевин Маккидд. Игра в фильме «Северная площадь» принесла Маккрори Премию Гильдии сотрудников вещательных корпораций в категории «Лучшая женская роль». Затем последовала картина In a Land of Plenty, после чего Маккрори появилась в двух полнометражных фильмах: «Шарлотта Грей» и «Граф Монте-Кристо». В первом она исполнила эпизодическую роль Франсуазы, а во втором — Валентины де Вильфор, старшей дочери прокурора де Вильфора от первого брака и возлюбленной друга главного героя Максимиллиана Морреля.
В 2003 году Маккрори исполнила роль Барбары Вильерс в телефильме «Последний король». По просьбе актрисы, большинство предусмотренных сценаристом обнажённых сцен с её участием были существенно урезаны. Работа принесла актрисе номинацию на премию «Спутник» в категории «лучшая женская роль — мини-сериал или фильм на ТВ». За этим последовали роли в картинах «Испытание любовью» и «Казанова». В последнем актриса перевоплотилась в мать Джакомо Казановы, актрису Дзанетту Фарусси.
Одна из самых известных работ Маккрори в кинематографе — роль супруги премьер-министра Великобритании Тони Блэра Шери в биографическом фильме «Королева». Роль Блэра исполнил Майкл Шин. Картина повествует о первых семи днях после смерти леди Дианы. Премьера фильма состоялась 2 сентября 2006 года на Венецианском кинофестивале. «Королева» удостоилась премии BAFTA в категории «Лучший фильм» и была номинирована на «Оскар» в той же категории. Хелен за роль Блэр была номинирована на Премию Лондонского кружка кинокритиков, но её обошла Эмили Блант. Мнения об игре Маккрори разделились. По словам актрисы, ей не понравилось, что её героиню сочли чересчур вульгарной и спорной фигурой в фильме. Маккрори также снялась в продолжении «Королевы» «Особые отношения», где исполнила ту же роль. По словам актрисы, во второй раз ей было легче играть, так как во время съёмок «Королевы» Блэр находился на посту премьер-министра, и его супруга не выступала перед публикой. Потому Маккрори приходилось полагаться на слухи относительно её характера и привычек. Маккрори прочла автобиографию Блэр, вышедшую в 2008 году. Помимо этого, после «Королевы» Маккрори лично встретилась с Блэр в театре Алмейда, куда та пришла посмотреть постановку. В интервью газете Daily Mail актриса сказала: «Она [Блэр] в жизни гораздо привлекательнее, чем на экране. Я была впечатлена ею». Сама Блэр положительно отозвалась об исполнении роли.
После фильмов «Воспоминания неудачника» и «Джейн Остин» последовала небольшая роль в телесериале «Жизнь как приговор», где супруг Маккрори играл главную роль. Съёмки телесериала проходили в Лос-Анджелесе, и пара прожила там один год. По воспоминаниям актрисы, она провела этот год «купаясь в бассейне в пижамных штанах и бикини, наслаждаясь общением с детьми». Несмотря на это, Маккрори сказала, что чувствовала в США отчуждённость и с радостью вернулась на родину.
Популярность за пределами Великобритании актрисе принесла работа в серии фильмов о Гарри Поттере. Кастинг пятой части «Гарри Поттер и Орден Феникса» стартовал в мае 2005 года, сразу же после того, как исполнитель главной роли в прошлых картинах серии Дэниел Рэдклифф объявил, что остаётся в проекте. Одной из важных задач для съёмочной команды стал выбор актрисы, которая воплотит на экране образ Беллатрисы Лестрейндж. Уже в августе в Интернет и СМИ просочился слух, что роль Беллатрисы исполнит Маккрори. 2 февраля 2006 года эта информация была официально подтверждена в газете CBBC. Однако в мае актриса объявила, что находится на 3-м месяце беременности. Одна из последних сцен с её участием — битва в Министерстве магии — снималась в сентябре, когда Маккрори уже была бы не в состоянии участвовать в съёмках сражений. По словам актрисы, из-за её беременности страховая компания не разрешила ей выполнять трюки в фильме. 25 мая 2006 года было объявлено, что роль исполнит британская актриса Хелена Бонэм Картер.
В проект Маккрори вернулась в следующем фильме, но уже в качестве Нарциссы Малфой, сестры Беллатрисы. Изначально было объявлено, что Нарциссу сыграет Наоми Уоттс, но это информацию опровергли её агенты. Съёмки начались 24 сентября 2007 года. Сама Маккрори говорила, что желает скорее приступить к съёмкам и радуется возможности поработать с Дэвидом Йейтсом.

Я уже много лет хотела принять участие в съёмках Гарри Поттера. Во-первых, это высокобюджетный проект, полностью отданный на откуп британской киноиндустрии, которая обычно страдает от нехватки финансирования. Во-вторых, студия «Warner Bros.» целиком положилась в вопросах подбора актёров на английскую команду Дэвида Хеймана и Дэвида Баррона — случай, практически беспрецедентный для Голливуда. И, наконец, над этим проектом одновременно работает множество мэтров английского кино наряду с пока ещё никому не известными актёрами, что тоже встречается далеко не каждый день.

В фильме актриса появляется в сцене Непреложного обета — нерушимой клятвы, которую Нарцисса, персонаж Маккрори, просит принести Северуса Снегга. Она боится за своего сына, Драко, получившего невыполнимое задание — убить Альбуса Дамблдора, одного из величайших магов за всю историю колдовства. Нарцисса надеется, что Снегг поможет ему и просит его поклясться в этом. Маккрори сказала, что её собственный материнский опыт в определённом смысле помог ей при подготовке к съёмкам: она представляла, как бы сама защищала своего ребёнка. Чтобы лучше понять свой персонаж, Маккрори перед съёмками прочла все книги Джоан Роулинг о Гарри Поттере.
Маккрори также снялась в заключительных фильмах серии — «Гарри Поттер и Дары Смерти: часть 1» и «Гарри Поттер и Дары Смерти: часть 2». Однако там, по её собственному признанию, у актрисы роль гораздо меньше: «Не отвлекайтесь на попкорн, потому что как только вы опустите взгляд — я могу уже промелькнуть на экране, в „Принце-полукровке“ я появляюсь немного больше», — сказала она. В то же время Маккрори назвала съёмки во второй части «Даров смерти» фантастическими.

### 2010-е
Новое десятилетие началось для Маккрори ролью в эпизоде культового телесериала «Доктор Кто» «Вампиры Венеции». Тогда же актриса появилась как мать одной из главных героинь в фильме «4.3.2.1.». Её дочь воплотила Эмма Робертс. В 2011 году Маккрори снялась в роли мамы Жанны в картине «Хранитель времени». В своём интервью газете Metro актриса сказала, что работать с режиссёром «Хранителя времени» Мартином Скорсезе было «необыкновенно». В 2012 году состоялась премьера картины Flying Blind, где актриса исполнила главную роль. Здесь она перевоплотилась в разочаровавшуюся в жизни, стареющую женщину-астрофизика, влюблённую в молодого юношу-мусульманина. Маккрори сказала, что не находит такие отношения противоестественными, и подобную разницу в возрасте считает приемлемой. В то же время она отметила, что в этом фильме затрагивается проблема недоверия людям другой национальности. В интервью, приуроченному к премьере, актриса вспомнила инцидент, когда при ней в аэропорту без каких-либо оснований задержали мусульманина. За Flying Blind последовала заметная роль в трёхсерийной телевизионной драме «Разрыв».
В конце 2011 года стало известно, что Маккрори выбрана на одну из ролей в картине «007: Координаты „Скайфолл“», двадцать третьей части Бондианы. По традиции, имя персонажа хранилось в секрете. На связанные с этим вопросы СМИ Маккрори в шутку отвечала «могу сказать, что я играю не Бонда». С выходом картины в свет 23 октября 2012 года стало известно, что Маккрори сыграла Клэр Довар, председателя парламентского комитета по разведке и безопасности. Фильм был в целом положительно оценён критиками и занял 8 позицию в списке самых кассовых фильмов в истории кинематографа.
Маккрори появилась в заметной роли в мини-сериале «Аппоматтокс», премьера которого состоялась в конце 2013 года. Здесь актриса перевоплотилась в Джулию Грант, супругу 18-го президента США Улисса Гранта.

## Критика и амплуа
Критики называют игру Маккрори «светлой, яркой, привлекательной и соблазнительной». Творчество Маккрори получило высокие оценки специалистов: её даже называли одной из лучших исполнительниц своего поколения и новой Джуди Денч.
Маккрори обладает нестандартной внешностью: бледное лицо, тёмные глаза навыкате, стройная фигура и малый рост. Её неординарная внешность послужила причиной того, что в 2000 году критики подвергли нелестной оценке её роль в «Анне Карениной». По их мнению, для подобной роли больше бы подошла женщина классической красоты вроде Греты Гарбо, воплотившей Анну в картине 1935 года. Сама актриса сказала, что не считает внешность как таковую значимой: гораздо важнее, по её мнению, сексуален ли человек или нет.
Маккрори снискала популярность как актриса чеховских ролей. Многие отмечали её чувственность и талант при исполнении. Первой постановкой Чехова с Маккрори стала «Чайка», где она исполнила роль Нины. Критик из The Independent оценил роль как «великолепно страстную и лёгкую». За «Чайкой» последовал «Дядя Ваня». «Елена в исполнении Хелен Маккрори, „увитая белым кружевом и как будто сошедшая с полотен импрессионистов“, достаточно пассивна сама по себе, но способна заряжать обстановку сексуальными флюидами. Она становится средоточием мужского внимания с момента первого появления на сцене, „как магнит, моментально притягивающий железные вещицы“», — Ольга Кузнецова из газеты «Время новостей» об игре Маккрори в «Дяде Ване». Театральный критик Филипп Фишер написал, что Маккрори играет Анну в «Безотцовщине» «сильно, но чувственно». Одновременно он назвал игру «прекрасной».
Её участие в кинематографе и телевидении также получает высокую оценку рецензентов. Так, критик Radio Times назвал игру Маккрори в «Вампирах Венеции» «магической». Критик из Evening Standard так прокомментировал работу Маккрори в Flying Blind: «Маккрори умудряется сочетать уязвимость с отчаянием страсти среднего возраста в этом небольшом атмосферном фильме, выпущенном в рамках нового британского кинопроекта, который финансирует четырёх начинающих британских режиссёров в год по всей стране».

## Личная жизнь

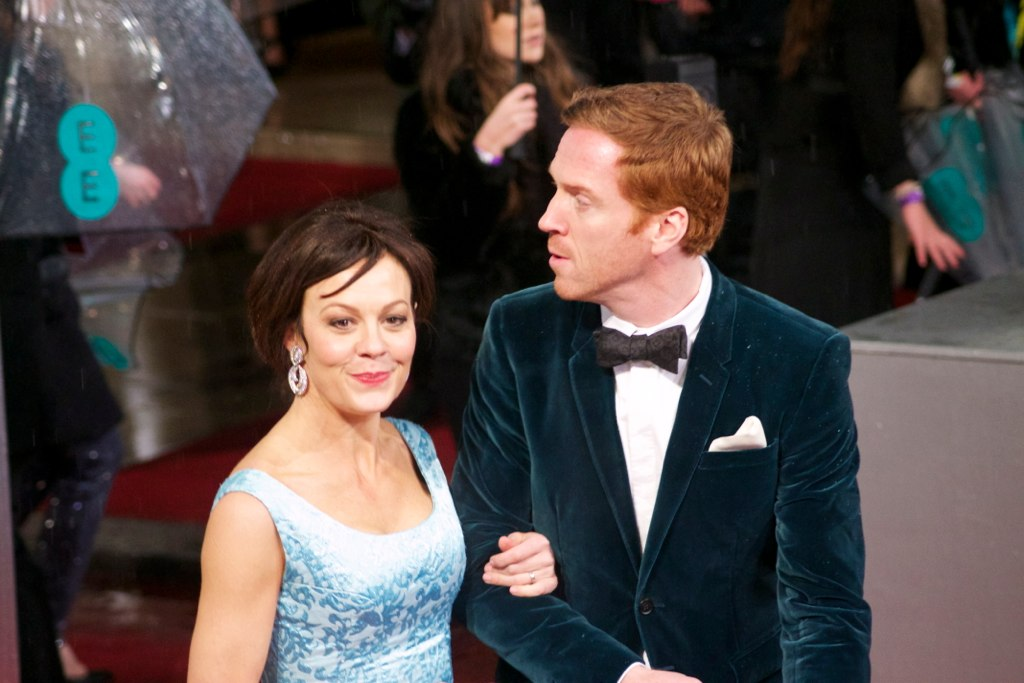
Макрори со своим супругом, Дэмиэном Льюисом в 2013 году.

До знакомства со своим будущим супругом Маккрори встречалась с актёрами Джеймсом Мюрреем и Руфусом Сьюэллом и композитором Домиником Шовелтоном.
4 июля 2007 года Маккрори вышла замуж за актёра Дэмиэна Льюиса, с которым познакомилась в театре Алмейда в 2003 году. 2 ноября 2007 года у них родился сын Гулливер Камерон Льюис. По словам Маккрори, имя Гулливер пара предпочла, поскольку в то время Льюис работал с актёром, который играл в «Путешествии Гулливера», и их обоих заинтересовало такое имя. 8 сентября 2008 года у супругов родилась дочь Ма́нон. Роды проходили крайне сложно, и акушерам пришлось сделать актрисе кесарево сечение. Ребёнка назвали валлийским именем потому, что Дэмиен, как и мать Хелен, валлийского происхождения. Семья проживает в Тафнелл Парке.
Помимо актёрской карьеры, Маккрори занималась благотворительностью. Она имела статус почётного участника благотворительного движения Scene & Heard, поддерживающего интерес детей к театру и разыскивающего юные таланты.
Во время пандемии COVID-19 она и её муж поддержали программу Feed NHS, направленную на раздачу сотрудникам NHS продуктов питания из ресторанов и к началу апреля 2020 года собрали 1 миллион фунтов стерлингов на благотворительность.

## Смерть
Умерла от рака молочной железы в своём доме в Лондоне 16 апреля 2021 в возрасте 52 лет. Об этом заявил в Твиттере её муж, Дэмиэн Льюис. По его словам, она скончалась «мирно дома, окружённая полной любви друзей и семьи». Маккрори держала свой диагноз в секрете, и лишь немногие знали о нём.
На момент смерти Маккрори снималась в 6-м сезоне сериала «Острые козырьки». Поскольку она не смогла закончить свои сцены, создателям сериала пришлось изменить сюжетную линию и переснять некоторые сцены.

## Награды и номинации
| Награды и номинации                               | Награды и номинации | Награды и номинации                                                                | Награды и номинации | Награды и номинации |
| Награда                                           | Год                 | Категория                                                                          | Итог                |                     |
| ------------------------------------------------- | ------------------- | ---------------------------------------------------------------------------------- | ------------------- | ------------------- |
| Телевизионный фестиваль в Монте-Карло             | 1995                | Серебряная нимфа за лучшую женскую роль за телефильм «Уличная жизнь»               | Победа              |                     |
| BAFTA Cymru                                       | 1997                | Лучшая женская роль за телефильм «Уличная жизнь»                                   | Победа              |                     |
| Премия Лондонского кружка кинокритиков            | 2001                | Британская актриса года в роли второго плана за фильм «Королева»                   | Номинация           |                     |
| Премия Гильдии сотрудников вещательных корпораций | 2001                | Лучшая женская роль за телесериал «Северная площадь»                               | Победа              |                     |
| Спутник                                           | 2005                | Лучшая женская роль — мини-сериал или фильм на ТВ за телесериал «Последний король» | Номинация           |                     |
| Драма Деск                                        | 2003                | Лучшая женская роль за спектакль «Дядя Ваня»                                       | Номинация           |                     |
| Премия Лоренса Оливье                             | 2006                | Лучшая женская роль за спектакль «Как вам это понравится»                          | Номинация           |                     |
| Премия Лоренса Оливье                             | 2013                | Лучшая женская роль второго плана за спектакль The Last of the Haussmans           | Номинация           |                     |

## Фильмография
| Год       |     | Русское название                     | Оригинальное название                              | Роль                                 |
| --------- | --- | ------------------------------------ | -------------------------------------------------- | ------------------------------------ |
| 1993      | с   |                                      | Full Stretch                                       | Вики Гудолл                          |
| 1993      | с   | Представление                        | Performance                                        | Джин Райс                            |
| 1994      | ф   | Интервью с вампиром                  | Interview with the Vampire: The Vampire Chronicles | проститутка в номере                 |
| 1995      | ф   | Фламандская доска                    | Uncovered                                          | Лола Бельмонте                       |
| 1995      | тф  |                                      | Dirty Old Town                                     | Клэр                                 |
| 1995      | ф   | Уличная жизнь                        | Streetlife                                         | Джо                                  |
| 1996      | тф  |                                      | Witness Against Hitler                             | Фрея фон Мольтке                     |
| 1996      | тф  |                                      | Forest People                                      | Глория                               |
| 1996      | с   |                                      | The Fragile Heart                                  | Николя                               |
| 1997      | ф   | Банда Джеймса                        | The James Gang                                     | Бернадетта Джеймс                    |
| 1997      | с   | Суд и возмездие                      | Trial & Retribution                                | Анита Харрис                         |
| 1998      | тф  |                                      | Spoonface Steinberg                                | мать                                 |
| 1998      | тф  |                                      | Stand and Deliver                                  | Кристина                             |
| 1998      | ф   | Папаша-дикарь                        | Dad Savage                                         | Крис                                 |
| 1999      | тф  | Доля секунды                         | Split Second                                       | Энжи Андерсон                        |
| 2000      | с   | Анна Каренина                        | Anna Karenina                                      | Анна Каренина                        |
| 2000      | тф  | Отель «Сплендид»                     | Hotel Splendide                                    | Лорна Балл                           |
| 2000      | с   | Северная площадь                     | North Square                                       | Роза Фицджеральд                     |
| 2001      | с   |                                      | In a Land of Plenty                                | Мэри Фримен                          |
| 2001      | ф   | Шарлотта Грей                        | Charlotte Gray                                     | Франсуаза                            |
| 2002      | ф   | Граф Монте-Кристо                    | The Count of Monte Cristo                          | Валентина де Вильфор                 |
| 2002      | с   | Присяжные                            | The Jury                                           | Роза Дэйвис                          |
| 2002      | с   | Диккенс                              | Dickens                                            | Кэти Диккенс                         |
| 2002      | кор |                                      | Deep Down                                          | Дана                                 |
| 2002      | тф  |                                      | Dead Gorgeous                                      | Антония Эштон                        |
| 2003      | тф  | Счастливчик Джим                     | Lucky Jim                                          | Маргарет Пил                         |
| 2003      | тф  | Карла                                | Carla                                              | Карла                                |
| 2003      | с   | Последний король                     | Charles II: The Power & the Passion                | Барбара Вильерс                      |
| 2004      | ф   | Испытание любовью                    | Enduring Love                                      | Миссис Логан                         |
| 2004      | кор | Играет ли Бог в футбол?              | Does God Play Football                             | Сара Вард                            |
| 2004      | тф  | Шерлок Холмс и дело о шёлковом чулке | Sherlock Holmes and the Case of the Silk Stocking  | миссис Вондельёр                     |
| 2005      | с   | Мессия IV: Сошествие в ад            | Messiah: The Harrowing                             | доктор Рашель Райс                   |
| 2005      | ф   | Казанова                             | Casanova                                           | мать Казановы                        |
| 2006      | кор |                                      | Normal for Norfolk                                 | Клэр                                 |
| 2006      | ф   | Королева                             | The Queen                                          | Шери Блэр                            |
| 2007      | ф   | Джейн Остин                          | Becoming Jane                                      | Анна Радклиф                         |
| 2007      | тф  | Франкенштейн                         | Frankenstein                                       | доктор Виктория Франкенштейн         |
| 2008      | ф   | Воспоминания неудачника              | Flashbacks of a Fool                               | Пегги Тикель                         |
| 2009      | с   | Жизнь как приговор                   | Life                                               | Аманда                               |
| 2009      | ф   | Гарри Поттер и Принц-полукровка      | Harry Potter and the Half-Blood Prince             | Нарцисса Малфой                      |
| 2009      | мф  | Бесподобный мистер Фокс              | Fantastic Mr. Fox                                  | миссис Бин                           |
| 2010      | с   | Доктор Кто                           | Doctor Who                                         | Розанна Калвьерри                    |
| 2010      | тф  | Особые отношения                     | The Special Relationship                           | Шери Блэр                            |
| 2010      | ф   | 4.3.2.1.                             | 4.3.2.1.                                           | миссис Джонс                         |
| 2010      | ф   | Гарри Поттер и Дары Смерти. Часть 1  | Harry Potter and the Deathly Hallows: Part 1       | Нарцисса Малфой                      |
| 2011      | ф   | Гарри Поттер и Дары Смерти. Часть 2  | Harry Potter and the Deathly Hallows: Part 2       | Нарцисса Малфой                      |
| 2011      | ф   | Хранитель времени                    | Hugo Cabret                                        | мама Жанна                           |
| 2012      | ф   |                                      | Flying Blind                                       | Фрэнки                               |
| 2012      | тф  | Мы покорим Манхэттен                 | We'll Take Manhattan                               | леди Клэр Рендлешам                  |
| 2012      | с   | Разрыв                               | Leaving                                            | Джулия                               |
| 2012      | ф   | 007: Координаты «Скайфолл»           | Skyfall                                            | Клэр Довар                           |
| 2013—2019 | с   | Острые козырьки                      | Peaky Blinders                                     | Полли Грэй                           |
| 2013      | с   | Аппоматтокс                          | To Appomattox                                      | Джулия Грант                         |
| 2013      | с   | Внутри девятого номера               | Inside No. 9                                       | Табиза                               |
| 2014—2015 | с   | Страшные сказки                      | Penny Dreadful                                     | мадам Кали                           |
| 2014      | ф   | Версальский роман                    | A Little Chaos                                     | мадам ле Нотр                        |
| 2015      | ф   | Женщина в чёрном 2: Ангел смерти     | The Woman in Black: Angel of Death                 | Джин Хогг                            |
| 2015      | ф   | Билл                                 | Bill                                               | Елизавета I                          |
| 2016      | ф   |                                      | Their Finest                                       | Софи Смит                            |
| 2017      | ф   | Ван Гог. С любовью, Винсент          | Loving Vincent                                     | Луиза Шевалье                        |
| 2019      | с   | Тёмные начала                        | His Dark Materials                                 | Стелмария                            |
| 2019      | с   | МатьОтецСын                          | MotherFatherSon                                    | Кэтрин                               |
| 2020      | с   | Викторина                            | Quiz                                               | Соня Вудли                           |
| 2020      | с   | Скользкий путь                       | Roadkill                                           | Дон Элисон, премьер-министр          |
| 2021      | ф   | Шарлотта                             | Charlotte                                          | Паула Саломон-Линдберг (озвучивание) |

## Роли в театре
- 1991: «Гордость и предубеждение» — Лидия
- 1991: Blood Wedding — невеста
- 1992: Fuente Ovejuna — Хасинта
- 1993: Trelawney of the Wells — Роуз Трелони
- 1994: «Ученик дьявола» — Джудит Андерсон
- 1994: «Чайка» — Нина Михайловна Заречная
- 1994: Venice Preserved — Белвидера
- 1995: «Макбет» — леди Макбет
- 1995: Keely and Du — Кеели
- 1996: Les Enfant du Paradis — Гаранс
- 1998: How I Learned to Drive — Лил Бит
- 1999: The Triumph of Love — Леонида
- 2001: «Безотцовщина» — Анна Петровна Войницева
- 2002: «Дядя Ваня» — Елена
- 2002: «Двенадцатая ночь» — Оливия
- 2003: Five Gold Rings — Миранда
- 2004: Old Times — Анна
- 2005: «Как вам это понравится» — Розалинда
- 2008: Rosmersholm — Ребекка
- 2010: The Late Middle Classes — Селия
- 2012: The Last of the Haussmans — Либби
- 2014: «Медея» — Медея (Постановка Королевского Национального театра, Великобритания)